# Туризм у Республіці Сербській
Туристичний потенціал Республіки Сербської значний завдяки наявності багатих природних ресурсів і визначних пам'яток. У країні розвинені гірський туризм, спа-туризм, релігійний, пригодницький і екологічний туризм. Кліматичні умови варіюються від середземноморських на півдні Герцеговини до помірно континентальних, які переважають на півночі країни.

## Природні пам'ятки
Виділяються Динарські гори: Зеленгора, Трескавиця, Яхорина, Романія, а також Грмеч, Козара, Озрен і багато інших з багатими лісами і дичиною. Для зимових видів спорту найбільше придатна гора Яхорина, на якій 1984 року проходили змагання зимових Олімпійських ігор. У передгір'ях Посавини і Семберії розташовуються родючі землі, а в Лієвче-Полі, Підкозар'ї і Підгрмечі переважають карстові утворення. Найбурхливішими є річки Уна, Сана, Врбас, Укрина, Дрина і Тара, багаті рибою.
Історія цього регіону простежується з давньоримських часів і першого слов'янського населення аж до XX століття, вона залишила величезну кількість культурно-історичних пам'яток усіх народів, що проживали тут раніше. В самому серці Кра́їни знаходиться гора Козара, біля якої течуть Уна, Сана, Сава і Врбас. Козара багата різноманітною звіриною: оленями, кабанами, лисицею, кроликами, фазанами, дикими качками і куріпками, які зимують у цій частині Балкан. На вершині гори знаходиться меморіал Мраковиця в пам'ять про жертви воєн. Хвойні ліси поєднуються тут з листяними, пасовища багаті різними ресурсами і простягаються до підніжжя в Підкозар'ї.
В Республіці Сербській є національний парк «Сутьєска», в якому росте Перучиця — тисячолітній ліс площею 1291 га. Парк названо на честь однойменної річки, що протікає по горах Зеленгора, Лелія (гора), Маглич і Волуйка.
На березі Сутьєски стоїть місто Тьєнтиште з сучасним мотелем, спортивно-рекреаційним центром, штучним озером, яке відвідують багато туристів. Найбільшим містом у республіці є Баня-Лука — адміністративний, економічний та освітній центр, що стоїть на річці Врбас і відомий завдяки своїм віковим алеям. У Баня-Луці виробляють відомий на Балканах сир, фортеця Кастел є найстарішою пам'яткою архітектури в місті. В долині річки Сани в Підкозар'ї знаходиться місто Прієдор. Якщо рухатися на схід з Баня-Луки через Добой, транспортний вузол Республіки Сербської, то звідти можна рухаючись до Брчко потрапити в Бієліну: головне місто Семберії, економічний і сільськогосподарський центр цієї області. На півдні Республіки Сербської через Зворник, що знаходиться на річці Дрині, а потім Східне Сараєво і Фочу, можна потрапити в місто Требинє на півдні країни. Біля міста Србац знаходиться унікальний в країні пташиний заповідник Бардача.
В даний час гарячі джерела є санаторно-оздоровчими центрами, забезпеченими новітнім діагностичним та технічним обладнанням. Найвідоміші — Баня-Вручиця, Баня-Дворови, Баня-Губер, Баня-Лакташі, Баня-Слатіна, Баня-Кулаші, Баня-Лешляни, Баня-Млечаниця і Вишеградська-Баня. Поряд з Баня-Лукою розташовуються джерела Лакташі, Слатіна, Српске-Топліце (раніше Шехер), відомі завдяки здатності відновлювати здоров'я людей, які перенесли захворювання серцево-судинної системи. Статус цих джерел підтверджений Всесвітньою організацією охорони здоров'я. На околиці Теслича знаходиться Баня-Вручиця, в комплекс якої входять готелі «Кадріял», «Посавина», «Герцеговина», «Країна» і «Сербія». Термальні води корисні для лікування захворювань серцево-судинної, центральної нервової, травної систем, а також для спорту та активного відпочинку. На околиці Вишеграду знаходиться джерело Віліна-Влас, у Сребрениці — Губер, у Прняворі — Кулаші, в Підкозар'ї — Млечаниця.
Головні визначні пам'ятки Герцеговини — це церкви і монастирі, що мають статус національних святинь та пам'яток культури. Монастир Тврдош, побудований у XV столітті, а також монастир Добричево (XV століття) і монастир Ловниця біля Шековичів (XIII століття) чудово збереглися до наших днів.

## Статистика
| Рік  | Всього туристів | Внутрішні | Іноземні |
| ---- | --------------- | --------- | -------- |
| 2006 | 191 934         | 118 997   | 72 937   |
| 2007 | 222 729         | 132 057   | 90 672   |
| 2008 | 241 145         | 139 961   | 101 184  |
| 2009 | 226 957         | 133 047   | 93 910   |
| 2010 | 236 286         | 141 201   | 95 085   |
| 2011 | 237 794         | 140 405   | 97 389   |
| 2012 | 241 214         | 139 239   | 101 975  |
| 2013 | 253 653         | 140 886   | 112 767  |
| 2014 | 260 160         | 141 898   | 118 262  |
| 2015 | 294 781         | 158 571   | 136 210  |
| 2016 | 323 908         | 166 063   | 157 845  |

| Місце | Країна                  | Туристи |
| ----- | ----------------------- | ------- |
| 1     | Сербія                  | 45 209  |
| 2     | Хорватія                | 19 594  |
| 3     | Словенія                | 16 701  |
| 4     | Туреччина               | 16 375  |
| 5     | Австрія                 | 5 564   |
| 6     | Чорногорія              | 5 527   |
| 7     | Італія                  | 4 898   |
| 8     | Німеччина               | 4 754   |
| 9     | Південна Корея          | 3 217   |
| 10    | Швейцарія і Ліхтенштейн | 2 253   |
|       | Інші                    | 33 753  |

## Галерея

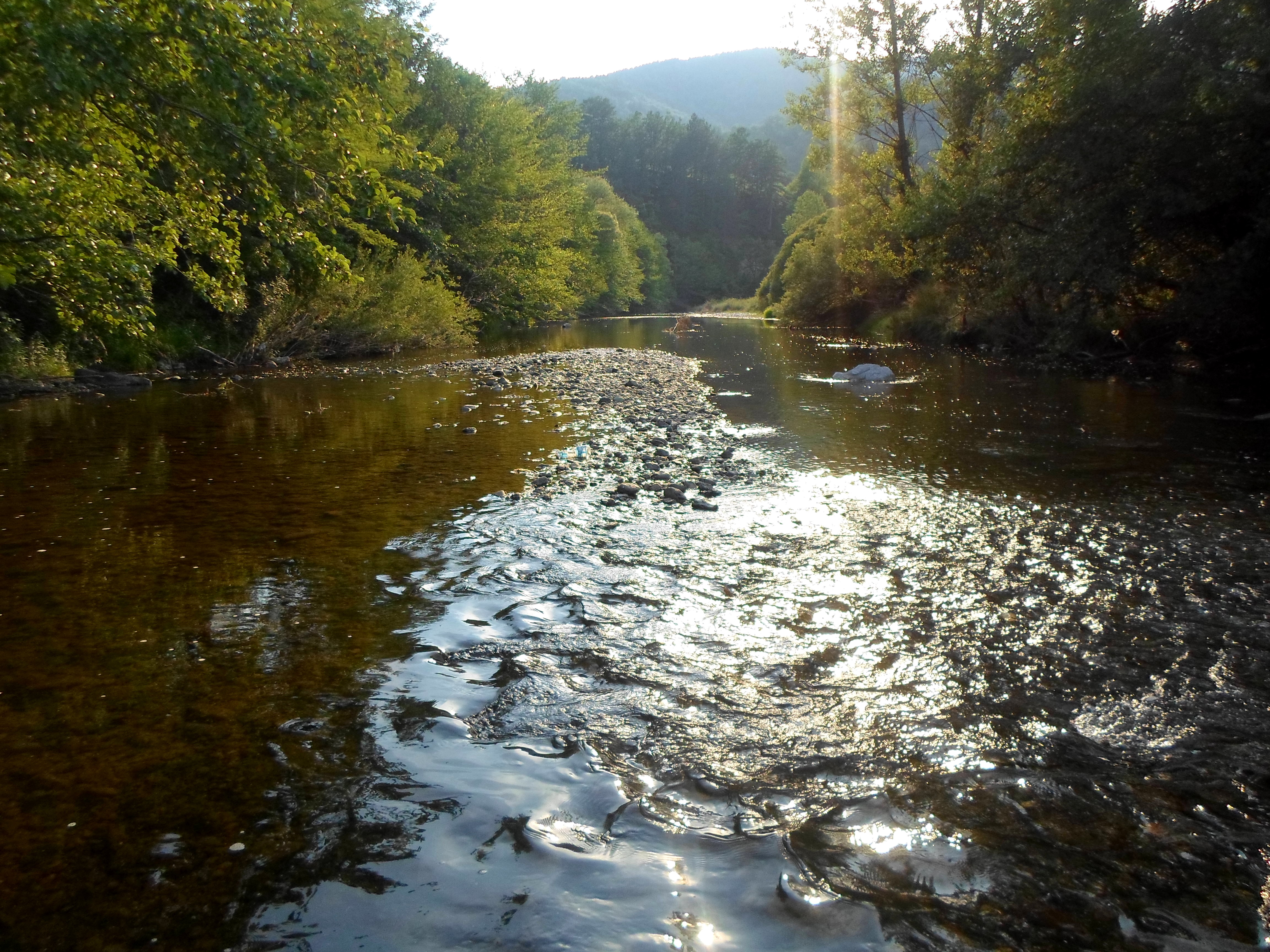
Природний парк Добрун
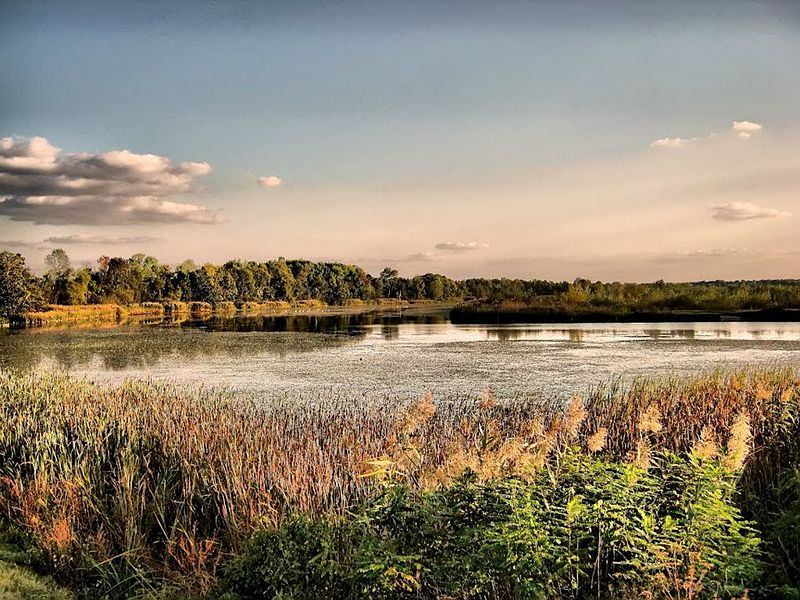
Комплекс озера Бардача
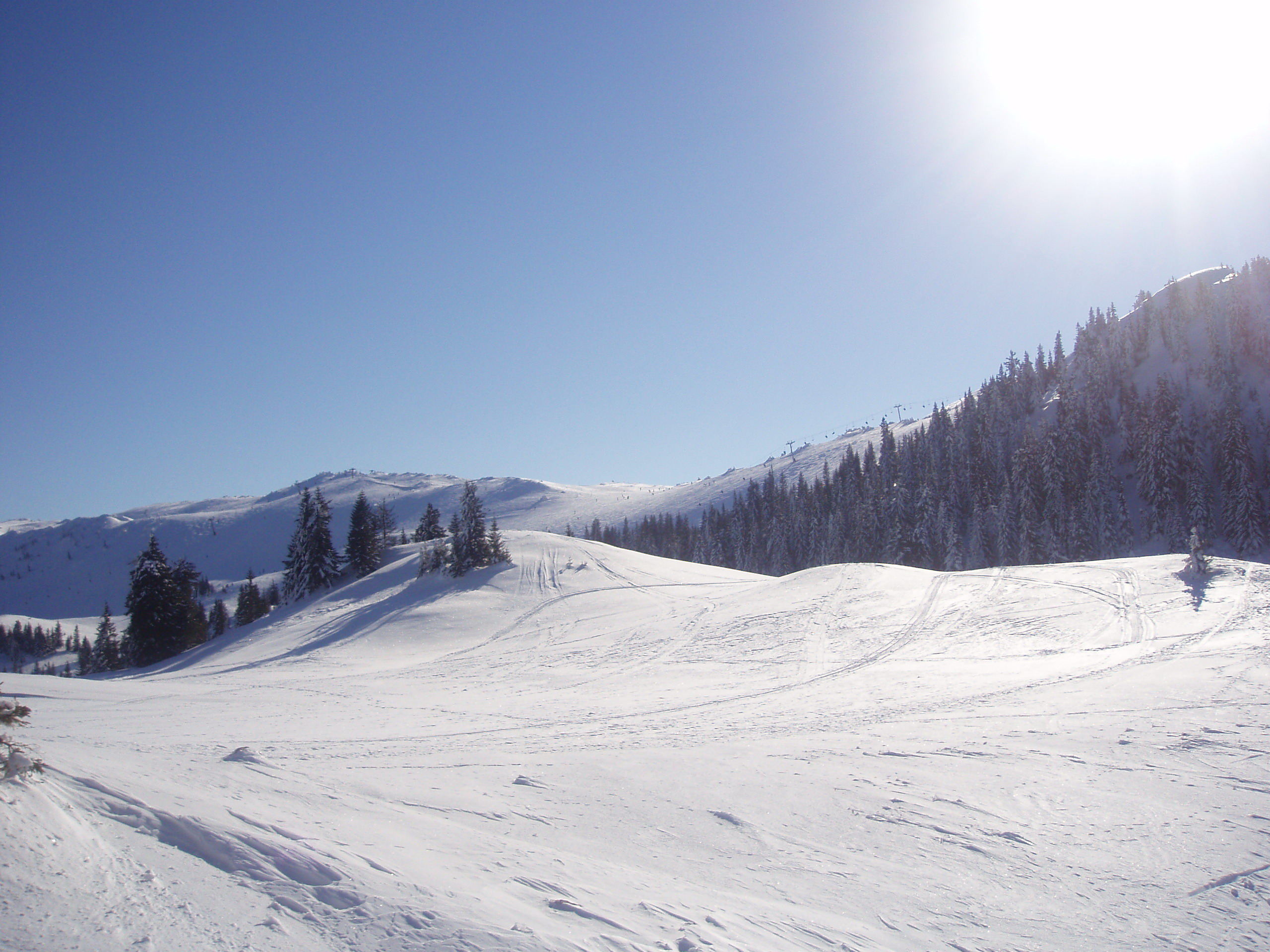
Лижний курорт на горі Яхорина
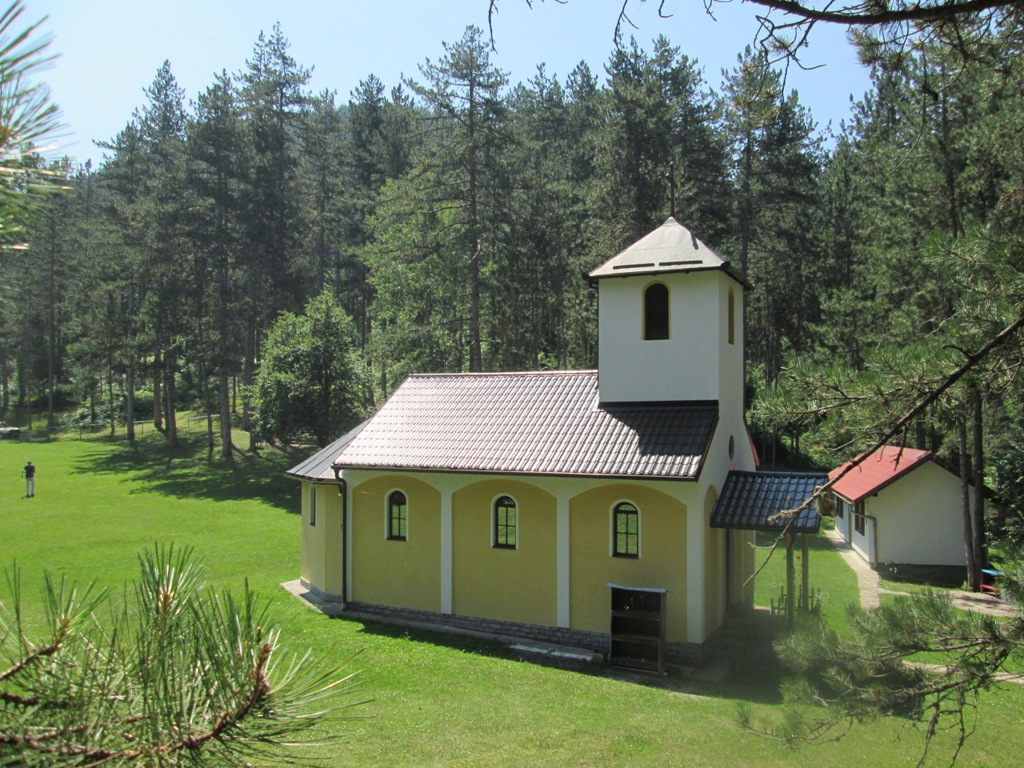
Вишеградська-Баня, церква
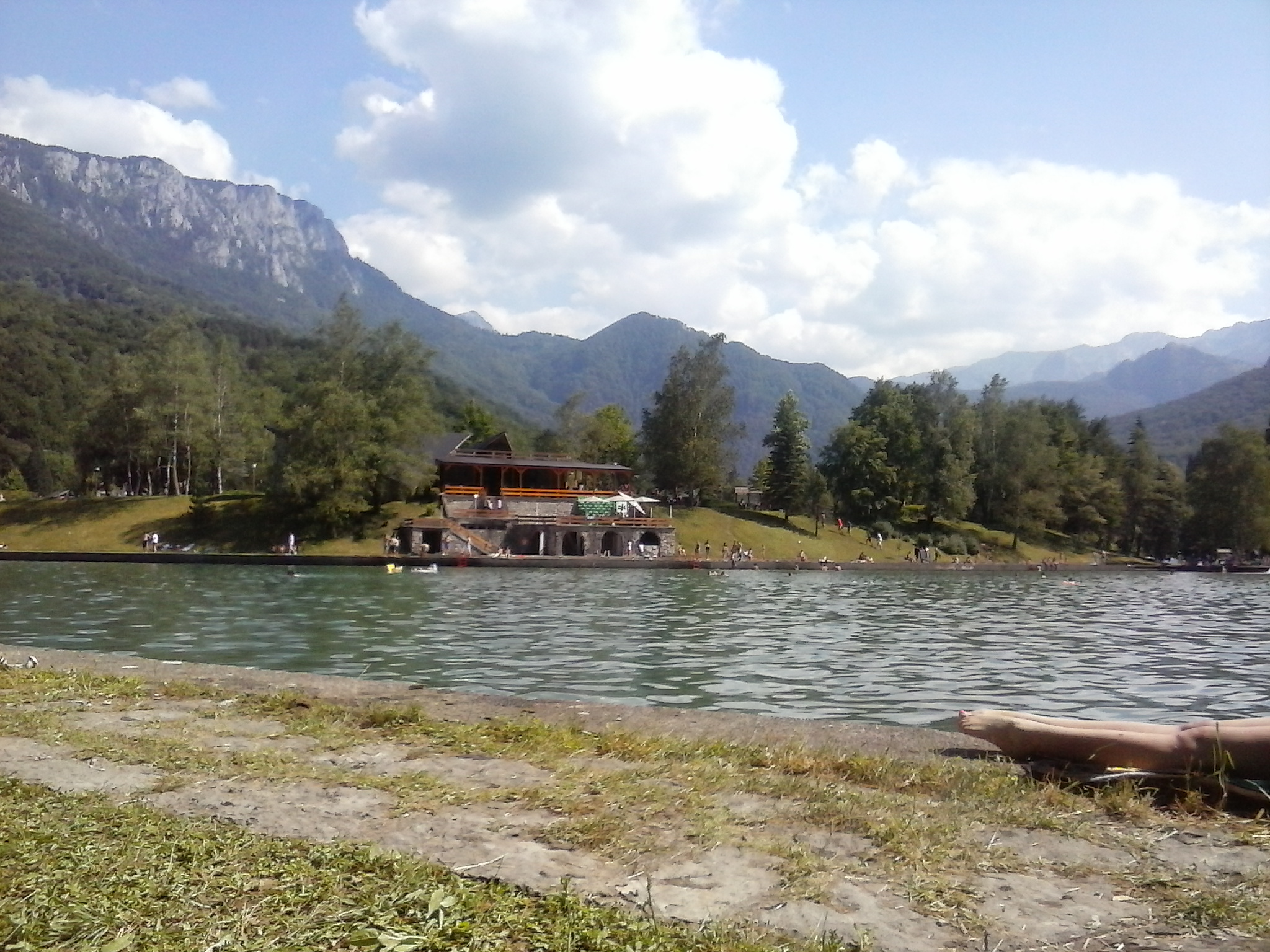
Національний парк Сутьєска
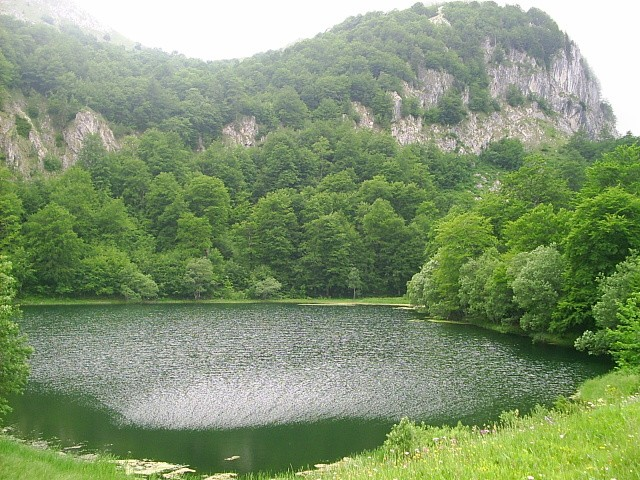
Донє-Барє[ru], Зеленгора
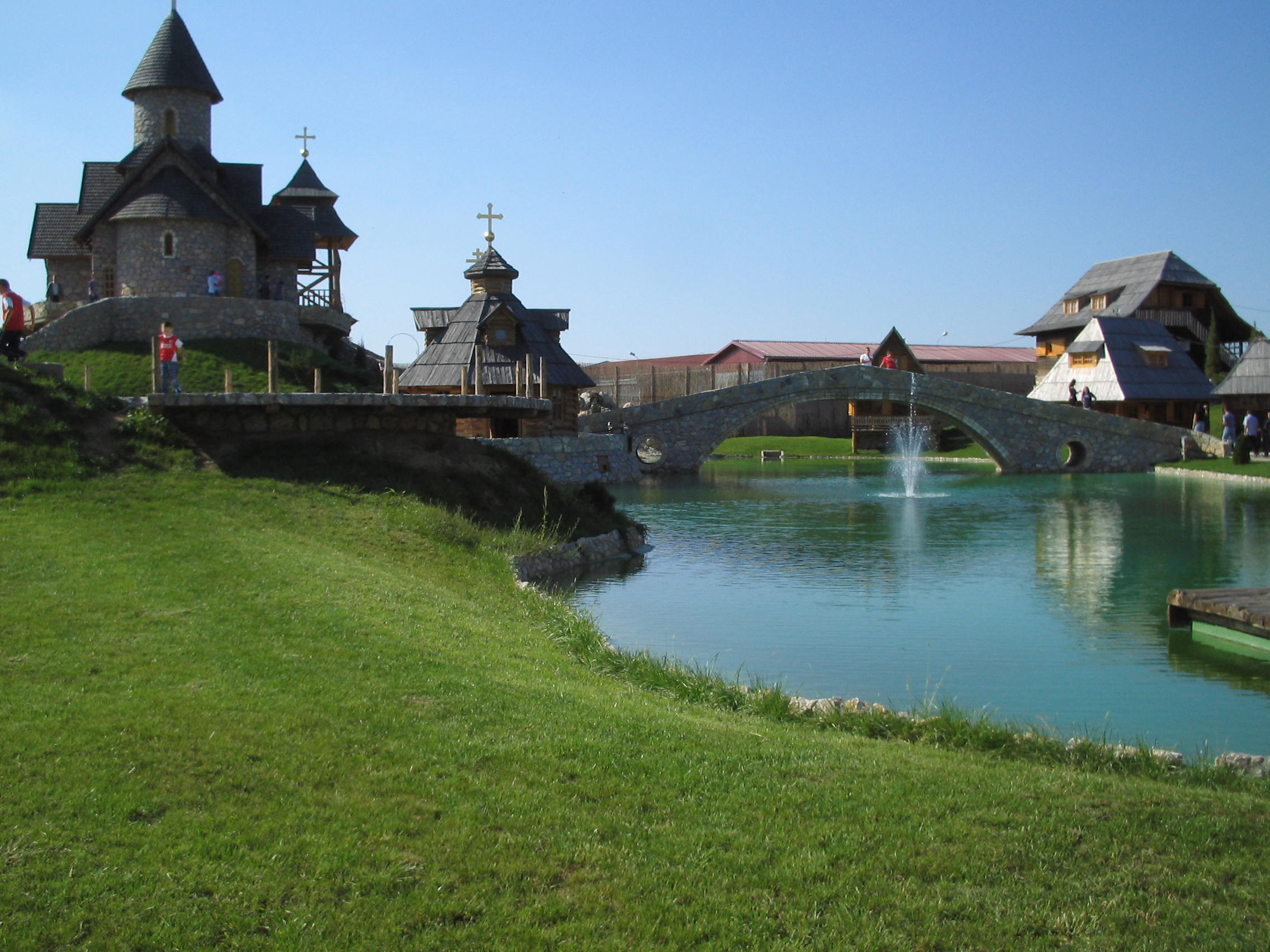
Етно-село Станишичі
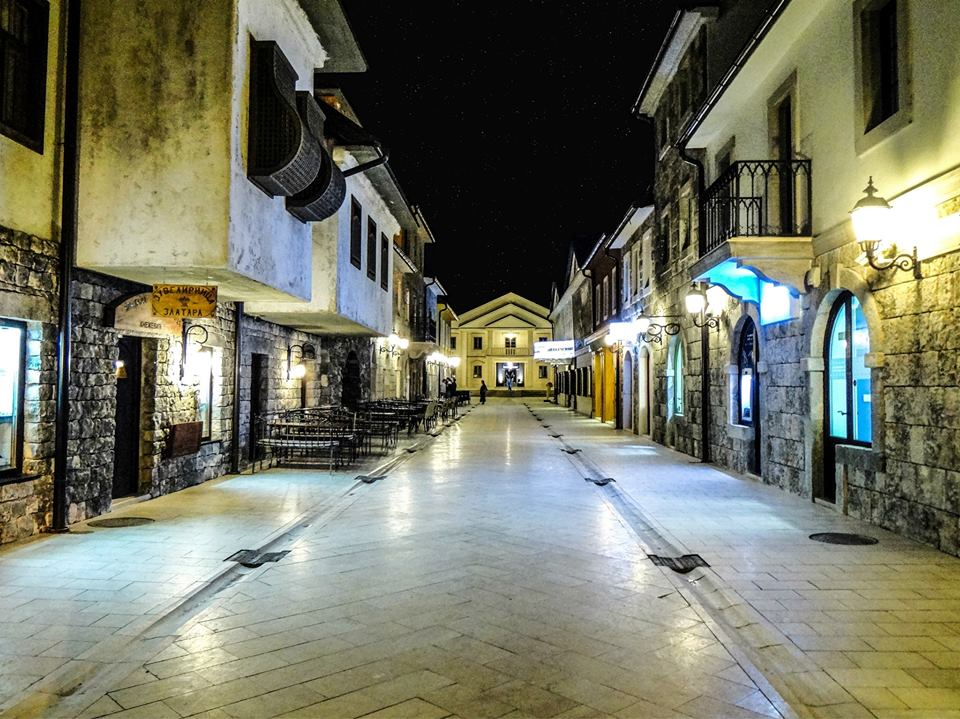
Андричград